# Анаксандр
Анаксандр (др.-греч. Ἀνάξανδρος) — царь Спарты из рода Агиадов, сын Еврикрата. Правил в VII веке до н. э. Согласно Риану Критскому, его соправителем из рода Еврипонтидов является Леотихид I, но Павсаний утверждает, что это был Анаксидам, сын Завксидама. При Анаксандре захваченные по итогам Первой Мессенской войны мессенцы организовали восстание, выбрав Аристомена в качестве лидера. Развязалась Вторая Мессенская война. Спартанцы потерпели поражения в битве при Дерах и битве у «Могилы кабана». Но, подкупив царя Орхомена Аристократа II (союзника мессенцев), они смогли победить в битве у Большого Рва, оттеснив Аристомена с его соратниками на гору Гира. Затем Аристократ II сообщил Анаксандру о планах мессенского вождя о нападении на Спарту.
Жена Анаксандра Леандрида вместе с мессенской жрицей-пленницей Клео основала храм Фетиды. Преемником Анаксандра стал его сын Еврикратид.

## Биография
После Еврикрата царём Спарты стал его сын Анаксандр. По расчётам антиковеда Карла Юлиуса Белоха, он должен был править в районе 625 года до н. э. Риан Критский сообщает, что в это время правителем из Еврипонтидов должен был быть Леотихид I. Это поддерживает Белох. Однако Павсаний не согласен с таким мнением, называя Анаксидама царём из этого рода . Профессор Инсбрукского университета имени Леопольда и Франца Георг Дум отметил, что имя Анаксандра не упоминается ни в каких других источниках. По его мнению, Павсаний, основываясь на своих царских списках, заменил имя Леотихида I в сюжете на Анаксандроса из лучших побуждений.
Мессенцы, захваченные по итогам Первой Мессенской войны, были угнетены спартанцами, поэтому организовали восстание, выбрав Аристомена в качестве своего лидера. Это ознаменовало Вторую Мессенскую войну. Павсаний отмечает, что это произошло два поколения спустя после Первой войны, спустя 39 лет после взятия горы Итомы, в четвёртый год двадцать третьей Олимпиады, во время правления Тлесия в Афинах. В битве при Дерах победа была нерешённой, однако, согласно Павсанию, Аристомен совершил невероятные подвиги, его хотели избрать царём. Спартанцы получили прорицание из Дельф, согласно которому, им нужно призвать советчика-афинянина. С таким требованием они послали посольство в Афины. Афиняне не хотели, чтобы Спарта с лёгкостью овладела лучшими землями Пелопоннеса, но и не хотели ослушиваться божьей воли, поэтому послали учителя грамоты Тиртея, глупого и хромого на одну ногу.
Спустя год к мессенцам присоединились элейцы, аркадяне, отряды из Аргоса и Сикиона, бежавшие после Первой войны мессенцы из Элевсина и потомки царя Андрокла. К спартанцам присоединились коринфяне, лепрейцы и асинейцы. Состоялась битва у «Могилы кабана» около мессенского города Стениклер. Перед сражением с обеих сторон были принесены жертвы. Анаксандр присутствовал среди воинов. Его отряд атаковал Аристомена с 80 воинами, но не справился с ними и бежал. В погоню мессенский вождь послал других воинов, а сам одолел самое крепкое место спартанского строя, сокрушив всё вражеское войско, после чего преследовал бежавших. Не послушав предупреждение прорицателя Феокла о том, что на дикой груше сидят Диоскуры, Аристомен пробежал мимо неё и потерял свой щит. Пока он искал его, по словам Павсания, некоторым спартанцам удалось спастись.
После поражения спартнацы потеряли боевой дух, но Тиртей их воодушевил. Позже Аристомен совершил поход на лаконский город Фарис и повёз добычу с него в Мессению. По пути Анаксандр и гоплиты атаковали мессенцев, ранив Аристомена копьём. Позже спартанцы подкупили союзника мессенцев, царя Орхомена Аристократа II. Он на третий год войны во время битвы у Большого Рва убедил аркадян (единственных, кто пришёл на помощь мессенцам) отступить, вследствие чего спартанцы победили.
После поражения мессенцы осели на горе Гира, где оборонялись в течение 11 лет, совершая набеги на Лаконию и захваченные мессенские земли. В один из таких набегов Аристомен наткнулся на отряд спартанцев под предводительством двух царей. Он получил раны во время сражения и ударился головой об камень. Лакедемоняне взяли его и ещё около пятидесяти мессенцев и скинули их в пропасть.
После взятии спартанцами Гиры выживший Аристомен с 500 преданных Мессении человек отправился на гору Ликей в Аркадии, чтобы попросить помощи у Аристократа II. Там он рассказал о своём плане, согласно которому следующим вечером он нападёт на Спарту, так как часть лакедемонян будут на Гире, а другая — расхищать мессенские земли. Аристократ II записал это на свитке, отдал рабу, которого считал одним из самых преданных, и отправил его к Анаксандру. Когда раб нёс ответное письмо, его схватили аркадяне, не любившие Аристократа II. На Ликее они прочитали письмо, в котором Анаксандр похвалил Аристократа II за помощь в битве у Большого рва и пообещал награду за предупреждение о планах Аристомена. По Павсанию, Вторая Мессенская война была окончена в первом году 28 Олимпиады, все мессенцы стали илотами.
Во время войны Анаксандр захватил много пленниц. Его жена Леандрида узнала, что одна из них, Клео, была жрицей Фетиды. Обнаружив у неё деревянное изображение богини, они вместе основали храм Фетиды. После Анаксандра царём Спарты стал его сын Еврикратид.
По Плутарху, когда Анаксандра спросили, почему лакедемоняне не хранят деньги в общественной сокровищнице, он ответил: «Чтобы не совращать тех, кто будет их охранять».

### Комментарии
1. ↑  Согласно Геродоту, война шла в 685/684 — 668/667 или 654 годах до н. э.[7]. Ряд исследователей (Манфред Клаусс, Теодор Уэйд-Гири, Джордж Леонард Хаксли, Лилиан Джеффри и др.) относят её к середине или второй половине VII века до н. э., некоторые относят её конец к концу века[8].

### Античные источники
- Павсаний. Описание Эллады / перевод с древнегреческого С. П. Кондратьева. — СПб.: Алетейя, 1996. — Т. 1. — ISBN 5-89329-006-2.
- Плутарх. Застольные беседы / Изд. подгот. Боровский Я. М., Ботвинник М. Н., Брагинская Н. В., Гаспаров М. Л., Ковалева П. И., Левинская О. Л.. — Л.: Наука, 1990. — ISBN 5-02-027967-6.

### Современные источники

#### На русском языке
- Печатнова Л. Г. История Спарты (период архаики и классики). — СПб.: Гуманитарная Академия, 2001. — 510 с. — ISBN 5-93762-008-9.

#### На немецком языке
- Beloch K. J. Die Zeit vor den Perserkriegen (нем.). — Berlin und Leipzig: Walter de Gruyter & Co., 1926.
- Dum G. Die spartanischen königslisten (нем.). — Wagner, 1878.